# Előtörlesztés
Amikor az adós az esedékes törlesztőrészleten kívül legalább három havi törlesztőrészletet előre kifizet a bank részére. Ekkor a bank előtörlesztési díjat számíthat fel, ami lehet fix összeg vagy az előtörleszteni kívánt összeg néhány százaléka.
A 2010. március 1. után kötött lakáscélú jelzáloghitel esetében a szerződés hatálybalépésétől számított 24 hónapot követően teljesített első részleges, vagy teljes előtörlesztés (végtörlesztés) díjmentes, kivéve, ha a részleges, vagy teljes előtörlesztés (végtörlesztés) –részben vagy egészben más pénzügyi intézmény által folyósított kölcsönből történik, vagy ha az előtörlesztett összeg meghaladja a kölcsönszerződésben rögzített kölcsönösszeg felét. 
A 2010. március 1. után kötött nem lakáscélú jelzáloghitel részleges vagy teljes előtörlesztése (végtörlesztés) esetén külön díj nem kerül felszámításra ha a fennálló tartozás nem haladja meg az 1.000.000 Ft-ot és a megelőző tizenkét hónap alatt előtörlesztést nem volt.